# Diffraction d'électrons lents
La diffraction d'électrons lents (low-energy electron diffraction, LEED) est une technique de détermination de la structure cristalline d'une surface par bombardement à l'aide d'un faisceau monochromatique et collimaté d'électrons lents (20-200 eV) dont on observe la figure de diffraction sur un écran fluorescent.

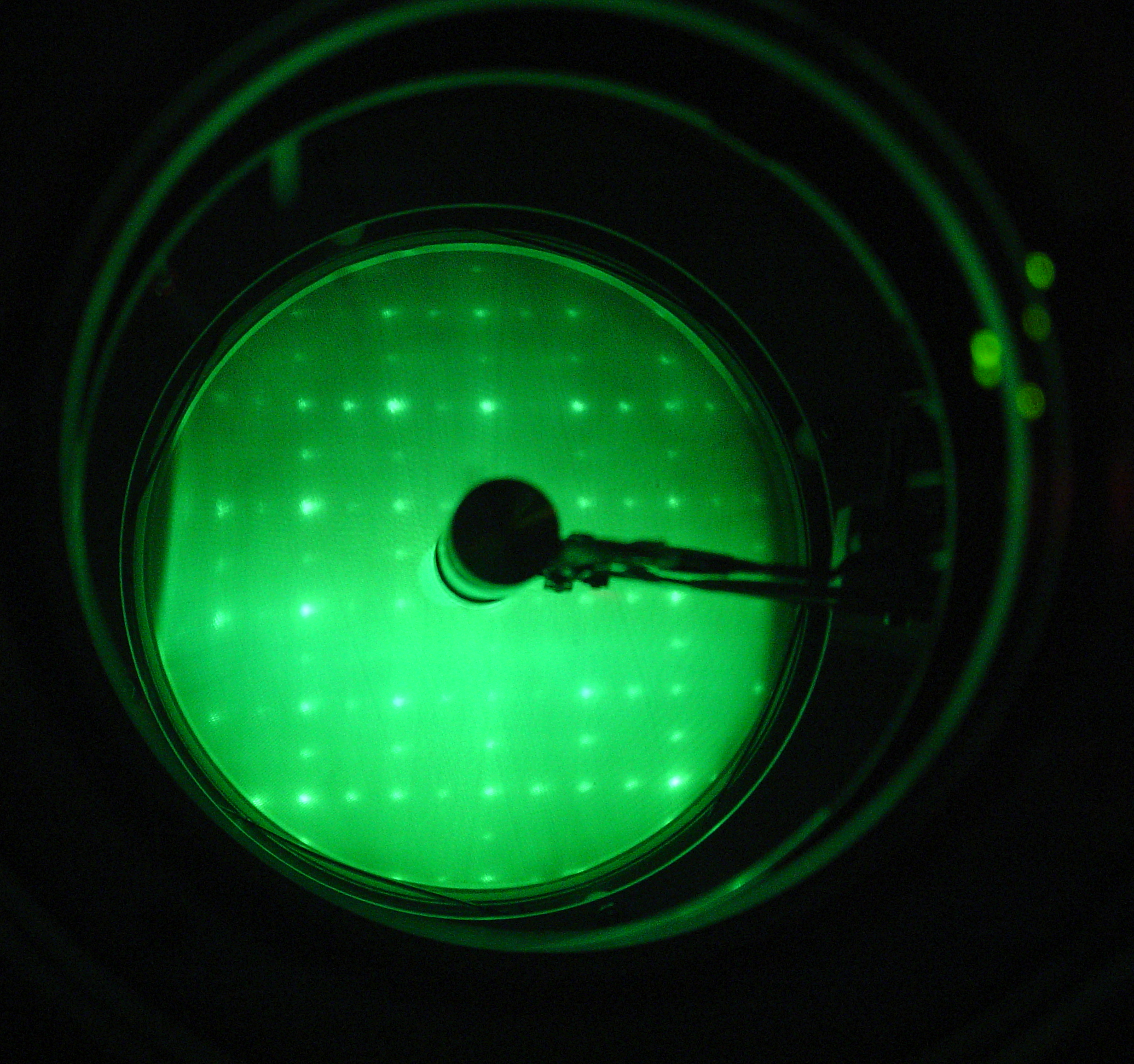
Figure 1: figure de diffraction LEED d'une surface reconstruite de Si(100). Le réseau direct dans le volume est cubique, tandis que la surface est reconstruite selon un réseau 2x1. Dans le texte, on verra que dans ce cas, la figure montre que la reconstruction se fait sur des domaines de symétries équivalentes par rapport aux directions cristallographiques du réseau volumique. Les spots de diffraction sont générés par réflexion d'électrons diffusés élastiquement par le potentiel du réseau sur un écran fluorescent hémisphérique. On voit aussi le canon à électrons qui génère le faisceau d'électrons incidents. Il est visible en haut de l'image.

Le LEED peut être utilisé de deux façons :
1. Qualitativement : la figure de diffraction est observée sur l'écran et la position des spots donne des informations sur la symétrie de la structure atomique en surface. En présence d'éléments adsorbés de façon périodique sur le réseau, l'analyse qualitative peut révéler des informations sur la taille et la position des adsorbats par comparaison avec la figure du cristal pur.
2. Quantitativement : les intensités des spots peuvent être mesurées en fonction de l'énergie des électrons incidents  et donnent une courbe intensité-tension. Par comparaison avec une courbe théorique, on peut remonter avec précision à la position des atomes sur la surface.

## Perspective historique

### Expérience de Davisson et Germer de diffraction des électrons par une surface cristalline
C'est Louis de Broglie vers 1924 qui a introduit la possibilité de la diffraction des électrons, via sa théorie de la dualité onde-corpuscule. De Broglie a proposé que la longueur d'onde correspondant à une particule d'impulsion p est donnée par $\lambda$=h/p , où h est la constante de Planck.
L'hypothèse de de Broglie a été confirmée par l'expérience aux Bell Labs en 1927 quand Clinton Davisson et Lester Germer ont bombardé des électrons de basse énergie sur une surface cristalline de nickel et ont observé que la dépendance angulaire de l'intensité du faisceau d'électrons rétrodiffusés montraient une figure de diffraction. Ces observations corrélaient la théorie de la diffraction par un réseau cristallin de rayons X par Bragg et Laue quelques années plus tôt, dont la nature d'onde électromagnétique était reconnue, contrairement aux électrons alors considérés comme des particules avant l'hypothèse de Louis de Broglie. 
Davisson et Germer ont publié leur expérience de  diffraction électronique dans le journal Nature et dans Physical Review en 1927. Un mois avant la parution, Thompson et Reid publiaient une expérience similaire avec des électrons de plus haute énergie (des milliers de fois plus énergétiques, plusieurs centaines de keV). Ces expériences ont définitivement prouvé la nature ondulatoire des électrons et ont ouvert le champ très utilisé aujourd'hui en routine de la diffraction d'électrons.

### Développement du LEED comme outil en physique des surfaces
Il faut cependant attendre les années 1960 pour que le LEED devienne un outil largement utilisé en laboratoire. Les principales raisons en sont que la mesure des directions et des intensités des spots de diffraction étaient complexes à cause des techniques de travail sous très basse pression et des méthodes de détection trop lentes comme la cavité de Faraday. De plus, le LEED ne donne de résultats exploitables que sur des surfaces cristallines bien organisées, ce que l'on a su généraliser que bien après la découverte de Davisson et Germer.
Au début des années 1960, le LEED a connu un regain d'intérêt grâce aux techniques d'ultravide et à la nécessaire accélération des électrons diffractés pour l'obtention d'un niveau de contraste des figures de diffraction facilement exploitable sur l'écran fluorescent.
Les physiciens se sont rapidement aperçus que la théorie de la diffusion cinématique, qui rendait bien compte des expériences de diffraction des rayons X n'était pas appropriée pour l'analyse quantitative des résultats obtenus en LEED : on ne pouvait pas en tirer une détermination précise de la structure de la surface, dont les sites d'adsorption, les angles et les longueurs des liaisons chimiques.
Une théorie de la diffraction dynamique qui prenait en compte la possibilité de diffusion multiple a été établie à la fin des années 60 a ouvert la voie à une exploitation quantitative précise bien corrélée à d'autres données expérimentales. La théorie de la diffraction électronique par une surface commençait à émerger.